# Rio Balsinhas
Rio Balsinhas är ett vattendrag i Brasilien.   Det ligger i delstaten Maranhão, i den östra delen av landet, 1 000 km norr om huvudstaden Brasília.
Omgivningarna runt Rio Balsinhas är huvudsakligen savann. Trakten runt Rio Balsinhas är nära nog obefolkad, med mindre än två invånare per kvadratkilometer.